# Cordelia the Magnificent
Cordelia the Magnificent é um filme mudo estadunidense de 1923, do gênero mistério, dirigido por George Archainbaud. É atualmente considerado um filme perdido.